# Kompania braci: Na linii frontu
Kompania Braci: Na linii frontu (ang. Company of Heroes: Opposing Fronts) – komputerowa strategiczna gra czasu rzeczywistego w realiach II wojny światowej, wyprodukowana przez Relic Entertainment i wydana w 2007 przez THQ. Jest to samodzielny dodatek do gry Company of Heroes. Zawiera on dwie strony konfliktu: British Army oraz Panzer Elite wzorowaną na Dywizji Panzer Lehr, a także kampanie dla nich przeznaczone.